# Lee Jae-sung (zapaśnik)
Lee Jae-sung (28 września 1986) – południowokoreański zapaśnik w stylu wolnym. Zajął 21 miejsce w mistrzostwach świata w 2010. Srebrny medal na igrzyskach azjatyckich w 2010 i mistrzostwach Azji w 2009 i 2012 roku.